# Jason Earles
Jason Daniel Earles (San Diego, 26 april 1977) is een Amerikaans acteur. Hij is vooral bekend door zijn rol als Jackson Stewart in de televisieserie Hannah Montana.

## Rollen
Earles speelde van maart 2006 tot januari 2011 Miley Stewarts oudere broer Jackson in Hannah Montana . Hij kreeg twee keer een gastrol in Phil of the Future als Grady Spaggett.
Earles speelde ook in Still Standing en in Navy NCIS. In 2004 speelde hij in de film National Treasure als Thomas Gates, een voorouder van het hoofdpersonage. In 2005 speelde hij Ernie Kaplowitz in de film American Pie Presents: Band Camp. En in 2009 speelde hij in de disneyfilm Dadnapped en was hij ook een keer te zien in de serie Aron Stone als computer.
Hij speelde van 2011 t/m 2015 in de serie Kickin' It als Rudy. Hij kreeg bij een aflevering van "That's So Raven" geen rol maar Earles was wel te zien in het publiek. In 2022 speelde hij een eenmalige gastrol in "high school musical : the musical, de serie". 
- Biblioteca Nacional de España: XX4872945
- Bibliothèque nationale de France: cb157067086 (data)
- International Standard Name Identifier: 0000 0001 1459 7707
- Library of Congress Control Number: no2009107903
- Nationale Bibliotheek van Polen: a0000002785841
- Virtual International Authority File: 10176277
- WorldCat: E39PBJqw6mRWPRPY6qq6PjKGHC